# شهرستان گاری (کانزاس)
شهرستان گاری، کانزاس (به انگلیسی: Geary County, Kansas) یک سکونتگاه مسکونی در ایالات متحده آمریکا است که در کانزاس واقع شده‌است.